# Forum shopping
El término forum shopping es un término informal en inglés en el ámbito del derecho internacional privado, que se traduce al castellano en algunos ámbitos académicos jurídicos como foro de conveniencia. Se trata de la posibilidad que ofrece a un demandante (y más excepcionalmente al demandado) la diversidad de reglas y competencias internacionales de acogerse a la jurisdicción o tribunales de países que puedan emitir una sentencia más favorable a sus intereses.
Conlleva a menudo una burla judicial, principalmente por el denominado libel tourism (turismo de la difamación).